# Агуља
Агуља (итал. Aguglia) је насеље у Италији у округу Ређо ди Калабрија, региону Калабрија.
Према процени из 2011. у насељу је живело 158 становника. Насеље се налази на надморској висини од 11 м.